# Аноним (армянский хронист XIII века)
Анони́м — армянский хронист первой половины XIII века.
Биографических данных не сохранилось. Его повествование начинается с IV века и доведено до 1236 года. Считается ценным источником особенно для периода монгольского завоевания Армении. Носит заголовок «Иоанна священника» и находится в рукописи Иоанна Саркавага. Однако анализ хроники показал, что она не принадлежит Саркавагу и является поздней вставкой. Автор, возможно, использовал в качестве источника труд Самуела Анеци.